# Route Royale Nice-Turin
Pour les articles homonymes, voir Route royale (homonymie).
La route Royale, ou Reale Strada en italien, est le nom donné au XVIIIe siècle à un itinéraire routier reliant le comté de Nice à la capitale des États de Savoie, Turin, via le col de Tende.
L'itinéraire était à l’origine un simple chemin de muletier, également appelé « route du Sel ». Son aménagement est décidé en 1610 et achevé en 1714 ; la route est rendue carrossable en 1780 et définitivement accessible en 1830.
À Nice, une section de la D2204 porte toujours le nom de route de Turin : elle prolonge l’avenue de la République et se termine à la hauteur de la bretelle de l’autoroute Nice est.

## Historique

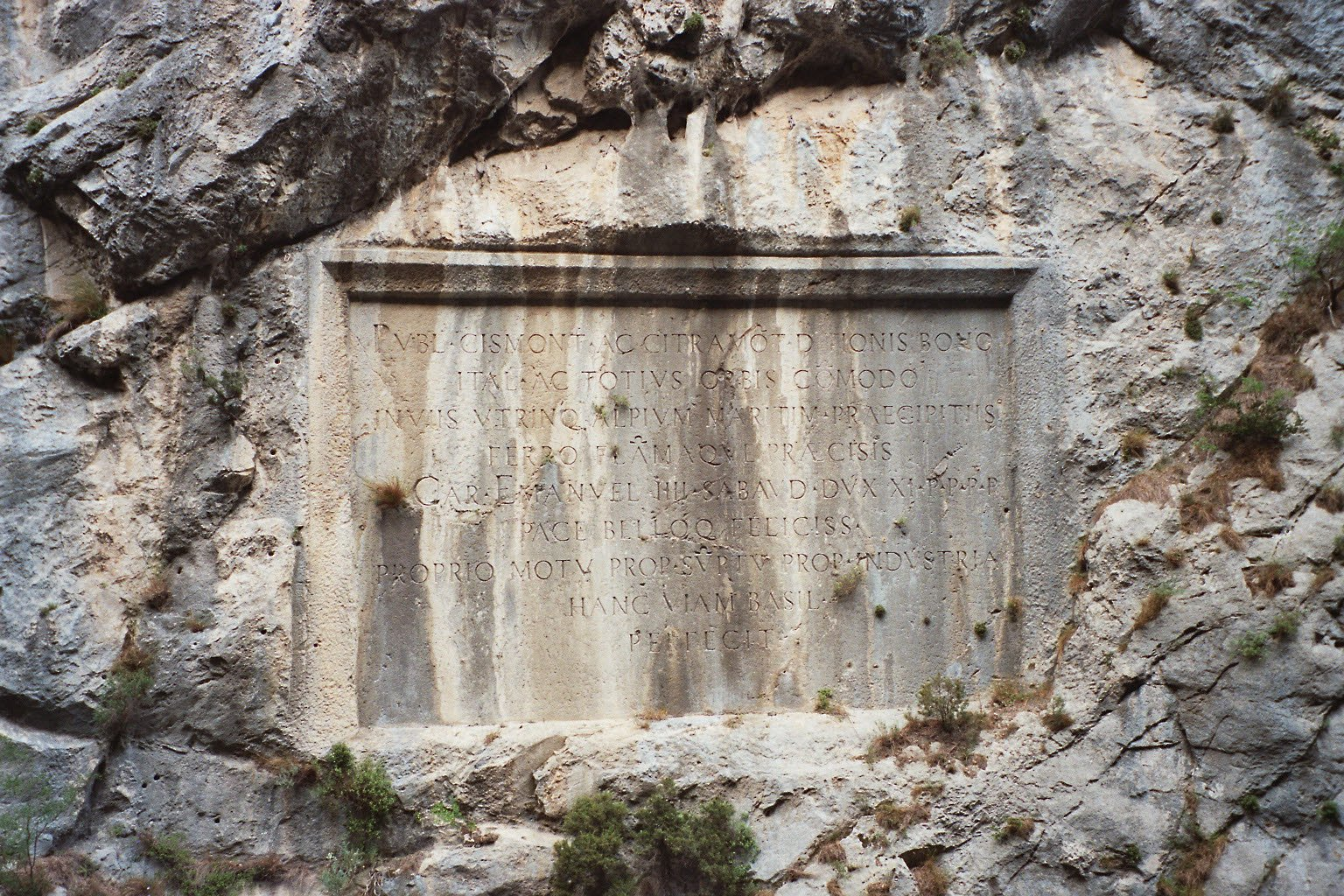
Stèle dédiée au Duc Charles-Emmanuel II de Savoie dans la vallée de la Roya.

Avec la cession du comté de Nice à la Savoie (1388), le souverain savoyard devient progressivement l’incontournable portier des Alpes, et Nice-Turin devient un axe économique à développer en priorité. L’enjeu est de taille. Il s’agit de favoriser et de contrôler tout le flux de marchandises, notamment du sel, entre les deux versants alpins.
Dans cette perspective, Charles Emmanuel Ier signe en 1610 une série de décrets ordonnant la construction de la route Nice-Turin ; puis, en 1612, il accorde des franchises douanières au port de Villefranche-sur-Mer. La réalisation de cette route est un plein succès et elle est achevée en moins de quatre ans. Dans les décennies suivantes, la route provoque une grande curiosité et de nombreux échanges entre Nice, le Piémont et l’Europe du nord.
Informé de la nécessité de moderniser cette route Royale, le roi Victor Amédée III signe, le 23 mai 1780, les lettres patentes décidant de rendre carrossable la route tracée au siècle précédent. Ces travaux sont financés par chacune des communautés traversées et par d'importantes contributions du trésor royal. Dès 1785, la route est accessible aux voitures à traction hippomobile.
La suppression du statut de port franc de Villefranche en 1855 et l’annexion du comté de Nice par la France en 1860 portent un coup fatal au prestige de cette voie de circulation entre Nice et Turin.

## Caractéristiques
La route Royale est ponctuée de monuments d’architecture baroque réalisés par plusieurs architectes parmi lesquels Robilante, Spinelli, Michaud, Alfieri. À Nice, elle prend son départ de la place Royale (aujourd’hui place Garibaldi) complétée par la porte de Turin qui se trouvait dans l’actuelle rue de la République. Tout au long de son tracé vers  Turin, la route est bordée de chapelles, d’amphithéâtres, de portes monumentales, de dédicaces au souverain, d'arcs de triomphe, et la monumentalité va crescendo à mesure que l’on approche de l’arrivée dans la capitale, située porta Nuova. Une de ces dédicace est d'ailleurs classée au titre des monuments historiques en 1947.

## Projets
En octobre 2006, plusieurs associations culturelles niçoises ont voté pour présenter un dossier de candidature à l'UNESCO afin d'obtenir le classement de la route royale au patrimoine de l'humanité[réf. nécessaire].

## Galerie

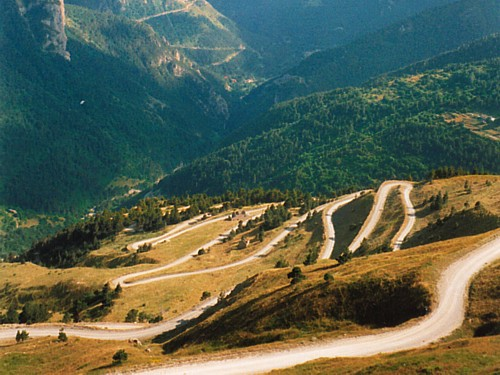
Le tracé au col de Tende.
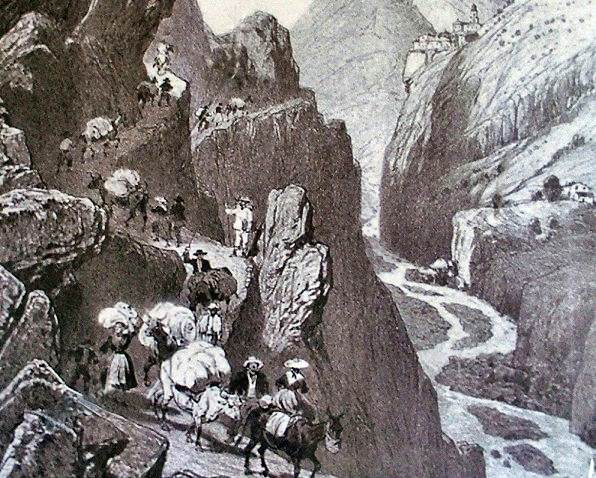
Ancien chemin de muletier.
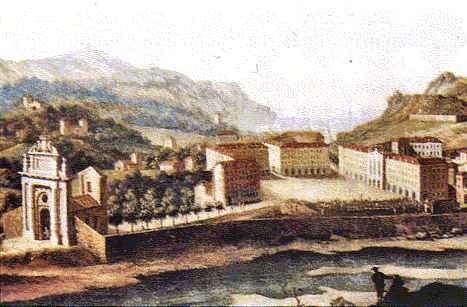
Le départ de la place Royale.